# 狛則康
狛 則康（こま の のりやす）は、平安時代後期の貴族・舞人。狛光時の子。官位は左兵衛少尉。

## 経歴
幼少の頃に源則遠に養子入りし、仁和寺覚性法親王に童として出仕した。康治2年（1143年）に左兵衛少尉に任じられ鳥羽院に仕える武士に昇格し、同年のうちに狛姓に復する。久安6年（1150年）、29歳の時に宴席（狛光近邸）で狼藉（光近を殴ったとされる）を働き、それがきっかけで出家した。この時に隠棲地を中川寺周辺に定め、法名を寂禅とした。

## 逸話
- 則康は舞踊に秀でており、仁和寺覚性法親王に籠愛されたという。

## 参考
- 『本朝世紀』
- 『台記』